# Муслиманско освајање Систана
Систан је био провинција Персијског царства у 7. веку која се простирала  од модерне иранске провинције Систан до централног Авганистана и провинције Балучистан у Пакистану. Систан је заузет током владавине калифа Омара, а као и у другим провинција Персијског царства и у њему је такође избила у побуну током владавине Османа 649. године. Осман је упутио гувернера Бусре Абдулаха ибн Аамира да поново освоји провинцију. У Систан је послата војска под заповедништвом Рабеа ибн Зијада. Поново га је освојио до данашњег Заранџа у Авганистану. Рабеа ибн Зијад је постављен за гувернера Систана. Тамо је остао годинама,  затим је отишао у Бусру, а у највећем делу провинцији је поново избила на побуна.
Абдулах ибн Аамир послао је Абдулрахмана ибн Сумру да предузме поход којим би угушио побуну. Абдур Рахман ибн Сумра је предводио муслиманске снаге до Систана и након преласка границе и савладавања отпора у пограничним градовима напредовао је до Заранџа, који је у то време носио име Захидан. Када је успео да заузме Заранџ, Абдулрахман је умарширао у Авганистан и освојио његове северне делове до Кабула након чега је наставио према планинском ланцу Хинду Куш, Заминдавару и планини Гор, која је у то време носила име Мандеш. Током овог похода уништио је неколико златних идола и успео да заробио локалног краља Кушан Сахија. Вратио се у Заранџ и остао гувернер до Османове смрти 656.